# 立川ブラインド工業
立川ブラインド工業株式会社（たちかわブラインドこうぎょう、英: TACHIKAWA CORPORATION）は、東京都港区三田に本社を置く、主に家庭、業務用のブラインドや天窓、ファブリック製品などを製造するメーカーである。社名は創業者の姓が由来であり、東京都立川市とは関係がない。

## 概要
創業者の立川孟美が1938年（昭和13年）に東京都台東区柳橋で有限会社「立川工業所」を創業。当初は布製及び木製 ブラインドの製造・販売を開始するも、終戦後の1947年（昭和22年）に株式会社に改組後は木製及びジュラルミン製ブラインドに切り替えると共に生産を拡大。1971年（昭和46年）に発売された、インテリアブラインド「シルキー」のヒットで、ブラインド製品でトップシェアを築くと共に、現在に至る。
一般的には、同社製品の取り扱い店で「タチカワブラインド」と片仮名表記が知られている他、商品の性格上、広義ではインテリア業界に属する。ブラインド最大手であり、アイテム数が多い。他には天窓、傾斜窓やロールスクリーンやラインドレープ、バーチカルブラインドなどのファブリック製品、アコーデオンカーテンなどの間仕切り、住宅用オーニング、カーテンレールなどを扱うが、採光、遮光という用途を持った商品に特化しているのが特徴である。

## 沿革
- 1938年5月 - 東京都台東区で立川孟美がブラインドの製造・販売を手掛ける「立川工業所」を創業。
- 1947年10月 - 立川ブラインド工業株式会社を設立。
- 1954年 - 本社を文京区に移転。
- 1957年 - 大阪営業所を設置。それ以後全国各地に営業所を開設。
- 1960年8月 - 埼玉県北葛飾郡（現在の三郷市）に東京工場開設。
- 1964年 - 家庭用の間仕切り「アコーディオンカーテン」新発売。
- 1968年 - 滋賀工場開設。これに伴い東京工場を閉鎖し、滋賀工場での一貫生産に踏み切る。
- 1971年 - インテリアブラインド「シルキー」を新発売。
- 1972年 - 新宿区に本社を移転。
- 1973年 - 現在のロゴマーク（1989年にカラー変更）を制定。
- 1974年4月 - 中央区銀座にショウルーム開設。
- 1974年5月 - 新潟工場を開設。
- 1976年 - 渋谷区に本社を移転、富士変速機株式会社を子会社化。
- 1979年11月 - 札幌製作所開設。
- 1980年10月 - 福岡製作所開設。
- 1982年6月 - 店頭市場（ジャスダック）に株式公開。
- 1983年 - 東京、大阪、名古屋など全国主要都市に支店開設。
- 1987年10月 - 東証2部上場。
- 1989年6月 - 広島製作所開設。
- 1991年11月 - 港区海岸に本社を移転。
- 2005年5月 - 港区三田の現社屋に本社移転。
- 2015年7月 - 東証1部に指定替え。

## 所在地
- 本社 - 東京都港区
- 新潟工場 - 新潟県阿賀野市
- 滋賀工場 - 滋賀県愛知郡愛荘町
- 札幌製作所 - 北海道札幌市西区
- 広島製作所 - 広島県呉市
- 福岡製作所 - 福岡県飯塚市

## 主な商品
- ブラインド
- ロールスクリーン
- プリーツスクリーン
- ローマンシェード
- ラインドレープ
- バーチカルブラインド
- アコーデオンカーテン
- アコウオール（アコーデオンカーテンを応用したパネル）
- アズウッドペア（同じくそれを応用した木製パネル）
- オーニング（雨よけの覆いのこと）
- カーテンレール

など

## スポンサー番組
- かつてはテレビ朝日・朝日放送でニュースステーションの後に5分間のミニ番組の提供をしていたり、東海ラジオ東京支社製作で文化放送・ラジオ大阪のナイターオフ期間中土曜21時 - 21時30分にアーティストがパーソナリティーを担当していた冠番組「シルキードリーム」の番組提供も行なっていたが、現在は消滅している。また文化放送で放送されていた『REIMYの気分はシルキー』（1987年10月 - 1988年3月）→『シルキーSOUND SPECIAL 桃子とおしゃれNIGHT』（1988年10月 - 1989年3月）→『シルキーワールドミュージック』（ハービー山口、1989年10月 - 1990年3月）のスポンサーを担当していたこともある。ナイターシーズン中は文化放送では文化放送ホームランナイター、東海ラジオでは東海ラジオ ガッツナイター、ラジオ大阪ではラジオ大阪ドラマティックナイターの各土曜日のスポンサーとして提供していた。1991年以降のパーソナリティーは辛島美登里（『シルキーパッセージ』1991年10月 - 1992年3月）→平松愛理（『SILKY DREAM』1992年10月 - 1995年3月）→中西圭三（『SILKY NIGHT』1995年10月 - 1996年3月。※文化放送は放送せず。）※1996年10月以降は文化放送が「アニメ&ゲームゾーン番組」、ラジオ大阪が「1314Vステーション」編成のためそれぞれネットせず、東海ラジオも別のオフ番組を編成するようになった。
- 「夜のヒットスタジオ」（フジテレビ）の筆頭スポンサードも一時期担当していた（1976年 - 1977年頃）。
- 1970年には「コント・カチョ〜ン→コント・デ・勝負!』（フジテレビ）を一社提供。
- かつてはフジテレビ『火曜ワイドスペシャル』のスポンサーをしており、同枠で柴田国明（ヨネクラ）、輪島功一（三迫）らのプロボクシング世界タイトルマッチが中継されていた時は、タイトルマッチ出場選手のセコンドが着用していたトレーナーの背中に「タチカワブラインド」の名称が入っていた[2]。
- 他には猿の惑星（フジテレビ）、JNNニュースデスク（TBS）、ルックルックこんにちは、お昼のワイドショー、NNNニュースダッシュ（以上日本テレビ）、ウェークアップ!（よみうりテレビ）などにも提供していた。